# Щъркели (филм)
Вижте пояснителната страница за други значения на Щъркели.
„Щъркели“ (на английски: Storks) е американска компютърна анимация от 2016 г., продуцирана от Warner Animation Group и е разпространена от Warner Bros. Pictures. Режисиран е от Никълъс Столър и Дъг Суитланд (в негов дебют), по сценарий на Столер и с гласовете на Анди Самбърг, Кейти Краун, Келси Грамър, Дженифър Анистън, Тай Бърел, Кийгън-Майкъл Кий, Джордан Пийл, Стивън Креймър Гликман и Дани Трехо.
Филмът следва в един пакет, доставящ щъркел (Младши) и неговия женски партньор (Тюлип), работещи в центъра за разпространение на огромен онлайн магазин Cornerstore.com, разположен високо в планината. След като момче изпраща писмо до компанията, двамата случайно създават женско бебе, използвайки несъществуващата фабрика за бебета, която щъркелите преди са използвали в първоначалния си бизнес за правене и доставка на бебета. За да защитят бебето от мениджъра на компанията и да осигурят повишение на Младши, за да го наследят, двамата тръгнаха на път, за да доставят бебето на семейството на момчето.
Премиерата на филма е в Лос Анджелис на 17 септември 2016 г. и е пусната шест дни по-късно в 3D, IMAX и конвенционални формати. Филмът получи общо смесени отзиви от критици, които похвалиха анимацията, хумора и гласовата игра, но разкритикуваха сценария. Той е спечелил 183 милиона долара по целия свят срещу бюджет от 70 милиона долара.

## Актьорски състав
- Анди Самбърг – Младши
- Кейти Краун – Тюлип
- Келси Грамър – Хънтър
- Дженифър Анистън – Сара Гарднър
- Тай Бърел – Хенри Гарднър
- Антон Старкман – Нейт Гарднър
- Кийгън-Майкъл Кий – Алфа
- Дани Трехо – Джаспър
- Джордан Пийл – Бета
- Стивън Креймър Гликман – Тоуди
- Кристофър Никълъс Смит – Дъгланд
- Акуафина – Куаил

## Продукция
Проектът първоначално е обявен през 2013 г., когато Никълъс Столър е нает от Warner Bros. да създаде „Щъркели“, докато Дъг Суитланд е поканен да режисира филма. На 20 април 2015 г. бяха добавени във озвучаващия състав на филма, и е обявено, че Столър и Суитланд ще режисират филма, докато Столър продуцира филма със Брад Люис. Оригиналната идея за филма беше разработена от Warner Bros. Animation. Кийгън Майкъл-Кий и Джордан Пийл са също обявени във състава, които осигуряват гласовете си във филма. На 15 юни 2016 г. Дженифър Анистън е обявена във състава. Sony Pictures Imageworks осигурява анимационните услуги за филма.

## Саундтрак
Музиката на филма е композирана от Майкъл и Джеф Дана. Саундтракът също съдържа Holdin' Out, изпълнен от The Lumineers. Саундтракът е пуснат на 16 септември 2016 г. от WaterTower Music.
Списък с песни
Цялата музика е композирана от Майкъл Дана и Джеф Дана (включително Holdin' Out).
| 1.    | Stork Mountain                         | 1:08 |
| 2.    | Our New Phones                         | 0:42 |
| 3.    | Boss                                   | 2:13 |
| 4.    | Orphan Tulip                           | 1:25 |
| 5.    | I Want a Baby Brother                  | 2:59 |
| 6.    | Bored, Bored, Bored                    | 0:36 |
| 7.    | Ninja Force Attack                     | 1:02 |
| 8.    | Monumental Screw Up                    | 1:40 |
| 9.    | The Baby Factory                       | 2:13 |
| 10.   | Deliver This Thing                     | 1:31 |
| 11.   | Five More Minutes, And Then We Stop    | 1:40 |
| 12.   | Good Day Orphan Tulip                  | 1:07 |
| 13.   | Wolf Pack                              | 3:38 |
| 14.   | Fleeting Moments, Precious Memories    | 1:40 |
| 15.   | You'll Find Your Family                | 1:31 |
| 16.   | Suddenly, You're In a Suit             | 0:54 |
| 17.   | Wolf Pack Minivan                      | 2:03 |
| 18.   | Defusing Diamond Destiny               | 2:01 |
| 19.   | I Have the Missing Piece               | 1:09 |
| 20.   | Tulip's Family                         | 1:57 |
| 21.   | Gentrification                         | 1:36 |
| 22.   | Return To Cornerstore                  | 0:59 |
| 23.   | They Don't Deliver Babies              | 1:17 |
| 24.   | Sphericus                              | 1:24 |
| 25.   | Hand Over the Package                  | 0:56 |
| 26.   | A Million Babies                       | 1:55 |
| 27.   | Destroy the Baby Machine               | 2:07 |
| 28.   | This Is Our Mission                    | 1:16 |
| 29.   | Always Deliver                         | 2:03 |
| 30.   | Holdin' Out (изпълняват The Lumineers) | 3:06 |
| 49:49 |                                        |      |

## Премиера
„Щъркели“ е оригинално планиран да излезе на екран на 10 февруари 2017 г., когато Warner Bros. го нулира за „Лего Батман: Филмът“. Филмът е пуснат на 23 септември 2016 г., в който е предишно насрочен за „Лего Нинджаго: Филмът“, в който е преместен една година по-късно.